# Nový (Městec Králové)
Nový je vesnice v okrese Nymburk, je součástí obce Městec Králové. Nachází se asi 3,6 km na východ od Městce Králového. Vesnicí prochází Silnice II/324. Je zde evidováno 46 adres.

## Historie
První písemná zmínka o vesnici pochází z roku 1815.